# Aydin Isik
Aydin Isik (* 1. August 1978 in Hattingen) ist ein türkischstämmiger Kabarettist, Schauspieler, Regisseur und Autor.

## Leben
Im Alter von sechs Jahren ging die Familie zurück in die Türkei, wo sie von 1984 bis 1986 in Karabük und von 1986 bis 1995 in Istanbul lebte. 1995 begann Isik an der Abant İzzet Baysal Üniversitesi ein Betriebswirtschaftsstudium. Nach Theatererfahrungen in der Schule bewarb er sich bei der Theatergruppe der Universität und wurde genommen. Auch seine erste Radiomoderation machte Isik in dieser Zeit und moderierte 1996/97 beim Radiosender Bolu FM Abendsendungen. Beim privaten Fernsehsender Köroglu TV moderierte Isik zudem auch eine Kindersendung.
Im August 1997 zog Isik wieder nach Deutschland, um sein Wirtschaftsstudium fortzusetzen. Dort gründete er 1998 die türkische Theatergruppe Yari Maske. 1999 schrieb er ein erstes Stück 1/2 Stand-Up. 2001 kam sein zweites Theaterstück Asure auf die Bühne. 2003 unterbrach Isik sein Studium und nahm am siebten Projekt des Theater Total in Bochum teil.

## Künstlerische Laufbahn
Im September 2003 trat er sein erstes professionelles Engagement am Arkadas Theater in Köln an, wo er Aladin in der Inszenierung Aladin und die Wunderlampe spielte. Seitdem wirkte an verschiedenen Theatern in mehr als 20 Theaterproduktionen als Schauspieler mit. Er war als Schauspieler auch in verschiedenen TV-Produktionen zu sehen. Unter anderen verkörperte Isik den Dimitri in der Serie Add a Friend.
2006 inszenierte Isik im Arkadas Theater in Köln Shakespeare's Sämtliche Werke. Er inszenierte u. a. auch seine eigene Bühnenfassung russischer Klassiker wie Schuld und Sühne und Krieg und Frieden. Zudem drehte Isik zwei Kurzfilme mit eigenem Drehbuch.
2012 drehte er Medeniyet Baska Birsey-Das Nenne Ich Zivilisation, der beim Koblenzer Kurzfilmfestival 2012 den Preis als „Bester Kurzfilm“ sowie den „Publikumspreis 2017“ gewann. Der 2017 gedrehte Kurzfilm Vater? erhielt beim Alternative Film Festival in Toronto im Dezember 2017 den „Best Cast Award“.
Seit 2011 ist er auch als politischer Kabarettist auf deutschsprachigen Bühnen unterwegs. Sein erstes Bühnenprogramm hieß Zu Gast bei Freunden, mit dem er 2013 den Niedersächsischen Kabarettpreis Lauben-Pieper gewann. Seit Oktober 2015 ist Isik mit seinem religionskritischen Programm Bevor der Messias kommt! unterwegs. Zudem steht er mit Mike McAlpine seit Februar 2014 als Duo auf deutschen Kabarettbühnen. Mit ihrem ersten gemeinsamen Programm Nord-Süd-Gefälle gewann das Kabarettduo Mike&Aydin mehrere Preise.
2008 moderierte Isik beim Funkhauseuropa WDR die türkischsprachige Radiosendung „Cafe Alaturka“. Seit 2009 schreibt und spricht er für die türkische Radiosendung „Köln Radyosu“ für denselben Radiosender, der mittlerweile Cosmo heißt, die Radiosketchreihe „Bizim Kahve“.
2009 schrieb Isik sein erstes deutschsprachiges Theaterstück Aladin und die gestohlene Wunderlampe und inszenierte es in Köln. Seitdem hat Isik sieben  Theaterstücke verfasst, von denen er sechs inszenierte. 2010 wurde sein Hörspiel Die Beerdigung von WDR5 produziert und ausgestrahlt.

## Filmografie

### Schauspiel
- 2012–2014: Add a Friend (Fernsehserie)
- 2017: Sechs Richtige und ich (Fernsehfilm)
- 2017: Heldt (Fernsehserie, Folge Nachbarschaftswache)
- 2018: Lifelines (Fernsehserie, Folge Aus heiterem Himmel)

### Regie
- 2017: Vater? (Kurzfilm), (Regie, Buch, Produktion)

## Theaterstücke
- Aladin und die gestohlene Wunderlampe
- Hotel Happy German
- Martin Luther
- Der Impresario aus Bosporus
- Theater Hörizontal
- Krise, Krieg und andere Lügen
- Weich gekochte Eier
- Aschenputtel und Karagöz

## Hörspiele
- Die Beerdigung

## Auszeichnungen
- 2021: Zweiter Platz beim Eat My Shorts – Hagener Kurzfilmfestival für Vater?